# Архе (міфологія)
Арха (грец. ἀρχή — початок, проходження, принцип) — одна з первісних муз, донька Зевса та Мнемозини.
Була однією з п'яти пізніше ідентифікованих (беотійських) муз. Пізніше було названо дев'ять різних муз, які стали відомими як олімпійські музи, дочки Зевса та Мнемосіни, що більш знайоме в класичних описах муз. Вона згадується у De Natura Deorum Цицерона.
На честь Архе було названо відкритий у 2002 році супутник Юпітера.

## Джерело
- Cicero, De natura deorum 3.54